# Tótszerdahely
Tótszerdahely is een plaats (község) en gemeente in het Hongaarse comitaat Zala. Tótszerdahely telt 1304 inwoners (2001).